# Борисов, Пётр Сергеевич
Пётр Сергеевич Борисов (27 июня 1921 — 29 февраля 1968) — старший лейтенант Советской Армии, участник Великой Отечественной войны, Герой Советского Союза (1946).

## Биография
Пётр Борисов родился 27 июня 1921 года в деревне Сторожевое (ныне — в составе Привокзального территориального округа Тулы) в семье крестьянина. Окончил школу фабрично-заводского ученичества, после чего работал слесарем-сборщиком на Тульском оружейном заводе. В декабре 1940 года был призван на службу в Рабоче-крестьянскую Красную Армию Ленинским районным военным комиссариатом. В 1941 году он окончил военную авиационную школу пилотов в Таганроге, в 1942 году — в Омске. С 28 апреля 1943 года — на фронтах Великой Отечественной войны. Участвовал в боях на Южном, 4-м Украинском, 1-м, 2-м и 3-м Прибалтийском и Ленинградском фронтах. Принимал участие в Донбасской, Мелитопольской, Никопольско-Криворожской, Крымской операциях, освобождении Никополя, форсировании Сиваша и прорыве оборонительных рубежей на Перекопском перешейке, штурме Сапун-горы и освобождении Севастополя, нанесении ударов по немецкому флоту на Чёрном море. В 1944 году участвовал в Тартуской и Рижской операциях, разгроме группировки немецких войск в Шяуляе, блокированию на Курляндском полуострове группы армий «Север». В 1945 году участвовал в разгроме курляндской группировки. К концу войны старший лейтенант Пётр Борисов был заместителем командира эскадрильи 686-го штурмового авиаполка 289-й штурмовой авиадивизии 7-го штурмового авиакорпуса 13-й воздушной армии Ленинградского фронта.
К концу войны Борисов совершил 132 успешных боевых вылета на самолёте «Ил-2» и нанёс большой ущерб врагу в технике и живой силе.
Указом Президиума Верховного Совета СССР от 15 мая 1946 года за «мужество и отвагу, проявленные при нанесении штурмовых ударов по врагу» старший лейтенант Пётр Борисов был удостоен высокого звания Героя Советского Союза с вручением ордена Ленина и медали «Золотая Звезда» за номером 8255.
После окончания войны Борисов продолжал службу в Военно-Воздушных Силах Советской Армии. В 1948 году был уволен в запас. Проживал и работал в родной деревне Сторожевое. Умер 29 февраля 1968 года.
Был также награждён двумя орденами Красного Знамени, орденами Отечественной войны 1-й степени и Красной Звезды, а также рядом медалей.